# Haseki Hürrem Sultan Hamami
Lo Haseki Hürrem Sultan Hamamı (translitterabile come "Bagni di Roxelana") è un hammam fatto costruire da Roxelana, moglie di Solimano il Magnifico, su progetto di Mimar Sinan, nel XVI secolo ad Istanbul. Venne costruito ad uso della comunità religiosa della vicina Hagia Sophia. Fino al 2011 è stato sede di un negozio di tappeti, gestito dallo Stato turco, poi a seguito di un progetto di restauro, approvato nel 2007 e con un costo di circa 7,5 milioni di euro, è stato riportato ai suoi antichi splendori.